# دارسی فریگو
دارسی فریگو (انگلیسی: Darci Frigo؛ زادهٔ) سیاستمدار اهل برزیل است. فریگو فعال در زمینه رفرم در مالکیت بر زمین است. وی در سال ۲۰۰۱ موفق به کسب جایزه حقوق بشر رابرت اف. کندی شد.